# Toxocarpus loheri
Toxocarpus loheri är en oleanderväxtart som beskrevs av Rudolf Schlechter. Toxocarpus loheri ingår i släktet Toxocarpus och familjen oleanderväxter. Inga underarter finns listade i Catalogue of Life.